# Songkhla (provincie)
Songkhla (uitgesproken als: [sǒŋ.kʰlǎː]) is een Thaise provincie in het zuiden van Thailand. Het gebied wordt in het Maleis Singgora genoemd. In december 2002 had de provincie 1.271.067 inwoners, waarmee het de 13e provincie qua bevolking in Thailand is. Met een oppervlakte van 7393,9 km² is het de 26e provincie qua omvang in Thailand. De provincie ligt op ongeveer 950 kilometer van Bangkok. Songkhla grenst aan de provincies/landen: Pattani, Yala, Maleisië, Satun, Phattalung en Nakhon Si Thammarat. Songkhla heeft een kustlijn van ongeveer 154,6 km.
Songkhla is de enige provincie van Thailand waarin niet de gelijknamige hoofdstad, Songkhla, de grootste stad van de provincie is. De grootste stad in de provincie is Hat Yai.

## Provinciale symbolen
|  | Het provinciale zegel van Songkhla. |

## Geschiedenis
De naam Songkhla is een Thaise verbastering van de Maleise naam Singgora (Jawi: سيڠڬورا). Singgora betekent de stad van leeuwen. De naam van het tegenwoordige Singapore is ook een verbastering van deze Maleise naam. De stad van de leeuwen verwijst naar de bergen in de omgeving die lijken op leeuwen.
Sinds de 18e eeuw is het gebied een soezereiniteit van het toenmalige Siam. In 1909 werd Songkhla door Siam geannexeerd volgens het Anglo-Siamese Verdrag van 1909.
In de 18e eeuw migreerden veel Han-Chinezen naar Songkhla. Ze kwamen voornamelijk uit de kustprovincies Guangdong en Fujian. Door het handeldrijven werden ze snel rijk. Een van de rijkste Chinese Thai won in 1769 bij de veiling het alleenrecht om landbouwbelasting in de provincie te innen. Acht jaar later werd de Chinese Thai Luang Inthakhiri (hanzi: 呉譲) de nieuwe provinciegouverneur. Het huis van deze rijke familie werd in 1953 het Songkhla National Museum.
Tijdens de Tweede Wereldoorlog viel het Japanse leger op 8 december 1941 Siam binnen en verwoestte delen van het gebied.
Het geweld van Pattani separatisten hadden vrijwel geen invloed op Songkhla. In 2005 verdween de rust en vrede en explodeerde een bom in het gebied. Twee jaar later werd wederom een aanslag gepleegd. Sinds 2005 geld er in de grensdistricten met Pattani de krijgswet.

## Klimaat
De gemiddelde jaartemperatuur is 30 graden. De temperatuur varieert van 27 graden tot 37 graden. Gemiddeld valt er 2119 mm regen per jaar.

## Politiek

### Bestuurlijke indeling
De provincie is onderverdeeld in 16 districten.
| Amphoe \| 1. Songkhla 2. Sathing Phra 3. Chana 4. Na Thawi 5. Thepha 6. Saba Yoi 7. Ranot 8. Krasae Sin 9. Rattaphum 10. Sadao 11. Hat Yai \| 1. Na Mom 2. Khuan Niang 3. Bang Klam 4. Singhanakhon 5. Khlong Hoi Khong \| |                                                                           |
| 1. Songkhla 2. Sathing Phra 3. Chana 4. Na Thawi 5. Thepha 6. Saba Yoi 7. Ranot 8. Krasae Sin 9. Rattaphum 10. Sadao 11. Hat Yai                                                                                           | 1. Na Mom 2. Khuan Niang 3. Bang Klam 4. Singhanakhon 5. Khlong Hoi Khong |